# World for Ransom
World for Ransom (bra: Pânico em Singapura) é um filme noir estadunidense de 1954 dirigido por Robert Aldrich e estrelado por Dan Duryea, Patric Knowles,  Gene Lockhart, Reginald Denny e Nigel Bruce.

## Elenco
- Dan Duryea como Mike Callahan, também conhecido como Corrigan
- Gene Lockhart como Alexis Pederas
- Patric Knowles como Julian March
- Reginald Denny como Major Ian Bone
- Nigel Bruce como Governador Sir Charles Crotts
- Marian Carr como Frenessey March
- Arthur Shields como O'Connor
- Douglass Dumbrille como Inspetor McCollum
- Carmen D'Antonio como Dançarina
- Keye Luke como Wong
- Clarence Lung como Johnny Chan
- Lou Nova como Guzik
- Beal Wong como Wu, Barman
- Strother Martin como Cabo
- Patrick Allen como Soldado
- Spencer Chan como Patrono do Clube
- Herschel Graham como Patrono do Clube

## Recepção da crítica
Após o lançamento, Bosley Crowther fez uma crítica negativa sobre o filme, mas elogiou o elenco, escrevendo: "Não há nada que diferencie este filme, exceto o elenco... Robert Aldridge é quem produz e dirige este filme. Ele está tentando. Talvez algum dia ele descubra como".